# 几江长江大桥
几江长江大桥，原名中渡长江大桥，是位于中国重庆市长江河道江津段中渡位置的一座桥梁。其南塔高112.667m，北塔高107.587m。南端起于江津区几江街道的东门口，在跨越长江后，北端连接德感浒溪口，延伸道路经过了滨江新城的滨江休闲风貌带和CBD的核心风貌区，最后与南北大道相接，是重庆市的重点工程项目之一。同时，其对于江津区进行美丽滨江城市的建设具有重要意义。

## 历史
2007年，中共江津区委、区人民政府提议建设位于中渡街的长江大桥。
2011年4月17日，中渡长江大桥举行开工仪式，大桥动工兴建。
2013年4月2日，中渡长江大桥经向江津市民征求意见后，更名为“几江长江大桥”，同月，大桥开始进行承台的混凝土浇筑工作。
2015年，几江长江大桥先后完成南北两座主塔的封顶工程、先导索过江工作和主缆架设工作。
2016年3月31日，几江长江大桥完成主桥合龙工程，实现全线贯通。
2016年7月8日，大桥通车运营。

## 成就
- 中国建筑桥梁建设史上第一座长江悬索桥[2]

- 2021年第十九届中国土木工程詹天佑奖[3]
- 第三批全国建筑业绿色施工示范工程奖